# Williamsburg (Nuevo México)
Williamsburg es una villa ubicada en el condado de Sierra en el estado estadounidense de Nuevo México. En el Censo de 2010 tenía una población de 449 habitantes y una densidad poblacional de 359,67 personas por km².

## Geografía
Williamsburg se encuentra ubicada en las coordenadas 33°6′56″N 107°17′46″O / 33.11556, -107.29611. Según la Oficina del Censo de los Estados Unidos, Williamsburg tiene una superficie total de 1.25 km², de la cual 1.25 km² corresponden a tierra firme y (0%) 0 km² es agua.

## Demografía
Según el censo de 2010, había 449 personas residiendo en Williamsburg. La densidad de población era de 359,67 hab./km². De los 449 habitantes, Williamsburg estaba compuesto por el 92.43% blancos, el 0% eran afroamericanos, el 2.23% eran amerindios, el 0% eran asiáticos, el 0% eran isleños del Pacífico, el 3.79% eran de otras razas y el 1.56% pertenecían a dos o más razas. Del total de la población el 23.83% eran hispanos o latinos de cualquier raza.